# 小島一慶
小島 一慶（こじま いっけい、1944年〈昭和19年〉10月2日 - 2020年〈令和2年〉4月23日）は、日本のフリーアナウンサー。元TBSアナウンサー、司会者。俳人（「玉藻」同人）。
本名の漢字表記は同じだが、名前の読みは「かずよし」である。長崎県長崎市出身。

## 来歴
母子家庭育ちで、本人曰く「貧しかった」。一家には、旅回りの役者だった祖父、博打打ちで「明烏のおはつ」と呼ばれていた祖母もいた。祖父が時折酒乱で暴れていたことから母は耐えられず別居して、子供のころの小島も身に危険を感じると母の元へ逃げ込んでいたということもあった。
幼稚園時代から演劇に熱中するようになり、また浪曲が好きで、子供の頃は浪曲師か役者になりたいと思っていた。中学入学後はすぐに演劇部に入部、長崎県立長崎東高等学校に在学していた高校生時代も部活は演劇部で、高校で生徒会長になった時には演劇部の予算を4倍にしたことがあった。
しかし高校3年生のある日に東京に出て来た時に、芸術座で菊田一夫の右腕として演出の仕事をしていたある先輩に会った時に「役者になっても、10年は食っていけないぞ」と言われた時に、貧しかった家庭で育った自分の境遇を考えて「これは辛い」と思い方向転換を決意、「サラリーマンになろう。なるにしても、面白いことが出来るサラリーマンになる」と思うようになる。ラジオドラマの『鞍馬天狗』で芥川隆行のナレーションに魅了されたことがあったことからナレーターになることを考え付いたが、ナレーターがサラリーマンの何物かその時はわからず、更に考えて思い付いたのが、舞台中継もナレーションも出来るだろうとしたアナウンサーだった。アナウンサーを目指すようになったのは、少年時代よく聴いていた『コーセー 今週のベストテン』や『ラ・セーヌ ヒットソングアワー』（ニッポン放送）のことも頭にあったという。
日本大学芸術学部入学後はアナウンス研究会に入会。就職活動ではTBSの他NHK、日本テレビ、フジテレビ、ニッポン放送など総なめにするつもりで受験するも全て不合格、卒業論文の単位だけ残して留年することにし、留年中はTBSでアシスタントディレクターのアルバイトをしていた。そして次の年はTBSだけを受験、合格して入社に至る。
1968年（昭和43年）4月、TBSにアナウンサー13期生として入社（同期には松永邦久・池田園子・石井和子・見城美枝子・郷司淑子・菅原牧子）。深夜放送『パックインミュージック』の火曜日を担当したほか、『一慶・美雄の夜はともだち』のパーソナリティを先輩アナの林美雄と交替で務めたりと、ラジオにおいて精力的に活躍していた。先輩アナの久米宏が『ぴったし カン・カン』を降板した際には小島が引き継いだ。
上司から営業部門への異動が打診されたが、1990年3月にTBSを退社。
TBS退社後はテレビ朝日と専属契約を結び、テレビ朝日専属キャスターとして『ホットライン110番』の司会を務める。しかし1991年、不倫騒動で全番組を降板し、長期休養する。
その後は古巣のTBSを中心に他局の情報番組・ニュース番組・テレビショッピング番組などにも出演。また、TBSテレビの『どうぶつ奇想天外!』のナレーション、TBSラジオの『明日も元気!』にも出演していたが、婦女暴行容疑で刑事告訴されたことを受け、2008年12月31日で両番組の出演を降板、所属事務所の佐藤企画からも契約満了と同時に退職した。本件は示談が成立し告訴は取り下げられている。
2014年に復帰。3月には赤坂BLITZで『パックインミュージック』のイベントを白石冬美と行った。その後も、古巣のTBSラジオを中心に活動していた。
2020年4月23日午後5時55分、肺がんのため、東京都内の病院で死去。75歳没。

## 人物
妻はTBSアナウンサー同期の池田園子。
趣味は麻雀で、大学生の時にアルバイト先で麻雀を覚えて以来病み付きのようになったとのこと。若手の頃は、ディレクターやスタッフ、TBSの在る赤坂の町内会の人達ともよく雀卓を囲んでいたという。また、パチンコ好きなところもある。
俳句も趣味で、俳句結社「玉藻」の星野高士に師事、カルチャー教室で講師もしていた。

## 出演番組

### TBS
テレビでの出演番組
| 期間          | 期間          | 番組名                                                                             | 役職                              |
| ------------- | ------------- | ---------------------------------------------------------------------------------- | --------------------------------- |
| 1971年        | 1971年        | モーニングジャンボ                                                                 | コーナー随時出演                  |
| 1974年4月10日 | 1974年4月10日 | 寺内貫太郎一家 第14話                                                              | 『広沢道彦』役でのゲスト出演      |
| 1977年10月    | 1979年3月     | 飛べ!孫悟空                                                                        | 案内役                            |
| 1977年10月9日 | 1979年9月30日 | ロッテ 歌のアルバム 千と一慶生放送 ↓ ロッテ 歌のアルバム78 ↓ ロッテ 歌のアルバム79 | 司会                              |
| 時期不明      | 時期不明      | ザ・ベストテン                                                                     | ラジオベストテン情報TBSラジオ担当 |
| 1979年10月    | 1980年3月     | ペア対抗クイズ合戦                                                                 | 司会                              |
| 1982年10月    | 1983年3月     | 社長ゲームハイ&ロー                                                                | 司会                              |
| 1983年        | 1983年        | ザ・チャレンジャー                                                                 | 司会                              |
| 1985年        | 1989年9月     | 情報デスクToday                                                                    | 司会                              |
| 1984年6月     | 1985年9月     | ぴったし カン・カン                                                                | 司会                              |
| 1988年4月     | 1989年1月     | 新まんがなるほど物語                                                               | ナレーター                        |

ラジオでの出演番組
- ヤングポップス1010（1969年）
- 日産ミュージックナイター（1969年）
- ヤングサウンズ・フェスティバル（1970年）
- ヤングタウンTOKYO（1970年）
- パックインミュージック（1970年）
- 深夜版ラジオマンガ『走れダンテス』
- TBS今週のベスト10（1973年）ポップス担当
- 永六輔の土曜ワイドラジオTokyo『人間ばんざい』（1973年）
- 一慶のヤングポップス（1973年）
- りりィ一慶サタデーフォーク
- 東京赤坂歌謡曲（1974年）
- TBS今週のポップスベスト10（1975年）
- 歌謡新人戦（1975年）
- 一慶・美雄の夜はともだち（1976年 - 1978年）
- 三枝・一慶の二人旅（1977年）
- 森田公一の青春ベストテン（1977年）
- 小島一慶の耳コミランチタイムぴぃぷる（1979年）
- グランドポップショウ（1979年）
- JAL・ミュージック・ツアー（1980年）
- とっておき90分〜ポップスベストテン〜（1981年）
- サウンド・ストームDjango（1982年）
- アスカ・ラジオマップ（1983年）
- ラジオマクロス みんなデカルチャー（1984年）※提供ナレーション
- 一慶の歌謡大放送（1986年）
- 夜はこれから（1989年）
- 麻梨子産業株式会社
- ザ・ヒットパレード ベストソングブック

### フリー転身後の出演番組(テレビ朝日専属契約→フリーとして)
| 期間      | 期間      | 番組名               | 役職                                                                          |
| --------- | --------- | -------------------- | ----------------------------------------------------------------------------- |
| 1990年4月 | 1990年9月 | CNNデイブレイク      | メインキャスター兼『ANNニュースフレッシュ』担当キャスター ※いずれも金曜日担当 |
| 1990年4月 | 1991年3月 | ホットライン110番    | 月・火曜日担当司会                                                            |
| 1990年4月 | 1991年3月 | こだわりTV PRE★STAGE | 月曜日レギュラー出演                                                          |

以下はフリー転身後の出演番組
報道・情報番組
| 期間          | 期間          | 番組名                               | 役職                                             |
| ------------- | ------------- | ------------------------------------ | ------------------------------------------------ |
| 1994年4月     | 1995年9月     | ニュースもぎたて朝一番（テレビ東京） | キャスター                                       |
| 1999年10月2日 | 2007年9月29日 | ともちゃん家の5時（山梨放送）        | 北口家の父『いっけい』を肩書きでのレギュラー出演 |

バラエティ・紀行関連・ラジオ番組・その他
- おまたせ一慶まっぴるま!（1992年4月 - 1996年3月、TBSラジオ）
- 自然がいちばん!地球塾（1993年4月 - 9月、TBSテレビ）ナレーション
- 週刊有線カウントダウン（1994年4月 - 2000年9月、TBSラジオ）
- ザ・ワイドショー（1994年1月 - 3月、日本テレビ）※ドラマ内のワイドショー司会者役
- おもしろ倶楽部（テレビ岩手）
- どうぶつ奇想天外!（1993年4月 - 2008年12月、2016年9月、2017年7月、TBSテレビ）ナレーション
- バリキン7 賢者の戦略（1997年、TBSテレビ）ナレーション
- アステラス製薬 明日も元気!（1996年4月 - 2008年12月、TBSラジオ）
- 日本有線大賞ラジオ実況（TBSラジオ）
- 日本レコード大賞ラジオ実況（1999年 - 2007年、TBSラジオ）
- はぴねすくらぶテレビショッピング（長時間バージョン）
- 動物オリンピック（NHK Eテレ）
- オジサンズ11 (日本テレビ) ※準レギュラー

## 出演映画
- 北京原人 Who are you?（1997年）江戸良一 役
- EKOEKO AZARAK エコエコアザラク（2001年）司会者 役

## 音楽
- 一慶のなーんちゃってオジサン（作詞：黒鉄ヒロシ、作曲・編曲：すぎやまこういち、1977年）

## 出演映像作品
- 一慶・泰葉のTHE VHD WORLD（制作協力：パック・イン・ビデオ、制作・著作：日本ビクター。1986年にVHDで発表。非売品）

- あるショッピング (制作:毎日放送企画/味の素)

## ビブリオグラフィ

### 著書
- 僕も人前ではしゃべれなかった : 口のきき方、つき合い人間学（1988年、文化創作出版〈マイブック〉）
- 結婚ショートスピーチ集 : 心にのこる!すぐに使える実例110 90秒・120秒（1991年、徳間書店〈トクマのP&Pブックス〉）